# Borotín (kraj południowoczeski)
Borotín – miasteczko i gmina w Czechach, w powiecie Tabor, w kraju południowoczeskim. Według danych z dnia 1 stycznia 2013 liczyła 610 mieszkańców.